# Tora
Torá ali Pentatevh (Peteroknjižje) pomeni pet Mojzesovih knjig. Tora (originalno תּוֹרָה‎) je hebrejska beseda, ki pomeni učenje, nauk, navodila, oziroma postava. Je najbolj pomemben dokument judovstva in predstavlja temelj Svetega pisma. Za Jude je to njihova zgodovina, predpisana oblika božje službe in pa knjiga s popisom verskih obredov. Napisana je v stari hebrejščini. Je najbolj sveta knjiga in zaradi njene svetosti se je ni dovoljeno dotikati z rokami. Judje Toro sprejemajo kot božjo besedo, čisto resnico, ki jo je Bog razodel Mojzesu na gori Sinaj.
V hebrejščini se pet Mojzesovih knjig imenuje po besedah, s katerimi se začenjajo:
- Prva Mojzesova knjiga se imenuje v izvirniku Berešit (hebrejsko בראשית‎ = V začetku), latinsko Genesis = Stvarjenje
- Druga Mojzesova knjiga se imenuje v izvirniku Šemot (hebrejsko שמות‎ = Imena), latinsko Exodus = Izhod
- Tretja Mojzesova knjiga se imenuje v izvirniku Vajikra (hebrejsko ויקרא‎ = Poklical je), latinsko Leviticus = Levitik
- Četrta Mojzesova knjiga se imenuje v izvirniku Bemidbar (hebrejsko במדבר‎ = V puščavi), latinsko Numeri = Števila
- Peta Mojzesova knjiga se imenuje v izvirniku Devarim (hebrejsko דברים‎ = Besede), latinsko Deuteronomium iz grščine starogrško Δευτερονόμιον [Deuteronomion] = Drugo izrekanje (ponovitev) postave